# Широков, Олег Сергеевич
Оле́г Серге́евич Широ́ков (21 февраля 1927, Минск — 19 декабря 1997, Москва) — советский и российский лингвист.

## Биография
Родился в семье служащих.
В 1947 году поступил на отделение классической филологии филологического факультета МГУ им. М. В. Ломоносова, где учился вместе с Л. А. Гиндиным, С. А. Ошеровым и др. В 1952 год защитил дипломную работу на тему «Собственные варварские имена греческих надписей Северного Причерноморья» (научный руководитель М. Н. Петерсон). В 1955 году окончил аспирантуру в том же университете по кафедре общего и сравнительно-исторического языкознания (диссертация «Развитие типов склонения в греческом языке»; научный руководитель — Б. А. Серебренников). Доктор филологических наук (1969, диссертация «Развитие системы глухого консонантизма в новогреческих и албанских диалектах»).
Преподавал в Черновицком университете (1955—1963), Минском педагогическом институте иностранных языков (1963—1968), Орехово-Зуевском педагогическом институте (1968—1970), Институте национальных школ РСФСР (1970—1974). С 1974 года в МГУ; профессор кафедры общего и сравнительно-исторического языкознания филологического факультета. Читал курс общефакультетский курс «Введение в языкознание», спецкурс по древнегреческому языку и др.
Основные области научной деятельности: индоевропеистика, лингвистическая типология, морфология, общее языкознание.
Супруга — Аида Васильевна (1928—2018), сын Вадим (1952—1981).
Похоронен на Донском кладбище.

## Труды
- Методика фонологического описания в диахронии: Учебное пособие по общему языкознанию. — Минск: Минский государственный педагогический институт иностранных языков, 1967. — 223 с.
- Развитие системы глухого консонантизма в новогреческих и албанских диалектах: Учебное пособие к спецкурсу «Методика фонологического описания в диахронии»: В 3 ч.. — Минск: Минский государственный педагогический институт иностранных языков, 1967. — 585 с.
- Современные проблемы сравнительно-исторического языковедения. — М.: Изд-во Моск. ун-та, 1981. — 42 с.
- История греческого языка. — М.: Изд-во Моск. ун-та, 1983. — 148 с.
- Введение в языкознание. — М.: Изд-во Моск. ун-та, 1985. — 264 с.
- Введение в балканскую филологию. — М.: Изд-во Моск. ун-та, 1990. — 191 с.
- Языковедение: введение в науку о языках. — М.: Добросвет, 2003. — 734 с.

### Статьи
- Широков О. С. Место армянского языка среди индоевропейских и проблема армянской прародины: автохтонность армян по данным сравнительно-исторического языковедения // Lrab r ha arakakan t t‘y nn r 1980, № 5.
- Широков О. С. Греко-армянские лексические встречи и проблема малоазиатской прародины // Сравнительно-исторические и сопоставительно-типологические исследования. М., 1983.